# 赤心
赤心（？—842年），彰信可汗时回鹘汗国宰相。
840年，回鹘衰落，被黠戛斯击败。㕎馺可汗和掘罗勿被杀，把回鹘汗国的牙帐焚烧殆尽。回鹘汗国的各个部落四散逃亡，可汗的兄弟嗢没斯等人，以及宰相赤心、仆固宰相、特勒那颉啜，各率部落抵达唐朝天德军的边塞，请求归附唐朝。842年，嗢没斯认为宰相赤心桀傲狡黠，内心难测。于是，他先告诉天德军使田牟说，赤心密谋侵犯边塞。然后，设计诱杀赤心和仆固。